# Демби (Вармінсько-Мазурське воєводство)
Демби (пол. Dęby, нім. Eichen) — село в Польщі, у гміні Гурово-Ілавецьке Бартошицького повіту Вармінсько-Мазурського воєводства.
Населення — 97 осіб (2011).

## Демографія
Демографічна структура станом на 31 березня 2011 року:
|          | Загалом | Допрацездатний вік | Працездатний вік | Постпрацездатний вік |
| -------- | ------- | ------------------ | ---------------- | -------------------- |
| Чоловіки | 61      | 19                 | 34               | 8                    |
| Жінки    | 36      | 6                  | 20               | 10                   |
| Разом    | 97      | 25                 | 54               | 18                   |